# Sói Nội địa Alaska
Sói Nội địa Alaska (Canis lupus pambasileus) là một phân loài của sói xám. Cái tên chó sói Nội địa Alaska thường được sử dụng tại Hoa Kỳ. Ngoài ra, giống sói này còn được gọi là sói Yukon ở Canada, quốc gia mà loài sói này sinh sống ở vùng phụ cận của British Columbia, Các Lãnh thổ Tây Bắc, và Yukon. Phân loài này là chủng bản địa của chó sói ở vùng nội địa Alaska và Yukon, được bảo tồn tại vùng lãnh nguyên của Bờ biển Bắc cực.

## Phân bố và môi trường sống
Loài sói Nội địa Alaska có nguồn gốc từ vùng nội địa Alaska, Hoa Kỳ và Yukon, Canada lưu lại cho vùng lãnh nguyên của Bờ biển Bắc Cực. Môi trường sống chính của sói Yukon là các khu rừng taiga phương bắc, địa hình núi cao, phụ núi cao và lãnh nguyên Bắc Cực. Số lượng chó sói thuộc loài này sinh sống tại Yukon Canada ước tính vào khoảng 5.000 con, sinh sống tại tất cả các khu vực thuộc vùng Yukon ngoại trừ diện tích thuộc Vườn quốc gia Kluane. Mật độ chó sói nội địa Alaska phụ thuộc vào điều kiện phân bố con mồi, với mật độ sói cao nhất là ở Teslin, Yukon, Canada, nơi có chín con sói trên 1.000 km², trong khi mật độ thấp nhất là ở Bắc Yukon, chỉ cói ba con sói trong địa bàn rộng 1.000 km².